# (11504) Kazo
(11504) Kazo est un astéroïde de la ceinture principale.

## Description
(11504) Kazo est un astéroïde de la ceinture principale. Il fut découvert le 21 janvier 1990 à Okutama par Tsutomu Hioki et Shuji Hayakawa. Il présente une orbite caractérisée par un demi-grand axe de 2,29 UA, une excentricité de 0,16 et une inclinaison de 7,2° par rapport à l'écliptique.

## Compléments